# HD DVD推廣協會
HD DVD推廣協會（HD DVD Promotion Group），成立於2003年11月，負責制定及開發次世代高清光碟格式「HD DVD」，由日本的東芝集團擔任協會主席，2008年時普通會員數目超過61間企業。
自2008年2月19日東芝宣布不再開發或製造HD DVD播放器和驅動器後，HD DVD推廣協會於2008年3月28日正式解散。
- 主席: 東芝
- 副主席: Memory-Tech、NEC
- 審計: 三洋
- 秘書: 東芝
- 管理: Memory-Tech、NEC、三洋、東芝